# Азартні ігри в Канаді
Азартні ігри дозволені в Канаді. Поступова легалізація почалася 1970 року, а з 1985-го провінції країни мають право самостійно обирати, чи легалізувати таку діяльність на своїй території.

## Історія
До 1970 року будь-які види азартних ігор в Канаді було заборонено. Протягом десятиліть незаконні азартні ігри в Канаді були в основному сферою, якою займалася організована злочинність.
З 1970-го різні види азартних ігор стали поступово регулюватися та ставати законними. 1985 року провінції та території країни отримали право самостійно контролювати такі види діяльності, як слоти, благодійні ігри та лотереї. При цьому у сучасності злочинні угруповання досі контролюють частину казино, але в більшості це легальні заклади, з яких вони намагаються уникати сплати податків.
У липні 2010 року правопорушення щодо нелегальних азартних ігор було відрегульовано у Кримінальному кодексі і з того часу вони вважаються серйозними порушеннями. При цьому, коли деякі серйозні правопорушення в Канаді передбачають максимальний термін ув'язнення до п'яти років злочини, пов'язані з азартними іграми, часто караються значно меншими термінами. Більшість з подібних справ обмежується двома роками позбавлення волі, при цьому покарання за утримання нелегального казино обмежується терміном до шести місяців ув'язнення і штраф у 5 тис. доларів.
Загалом, азартні ігри доволі поширені в Канаді. Згідно опитування 2011 року, що 82,9 % дорослих жителів провінції Онтаріо у провінції визнали, що принаймні один раз протягом року брали участь у азартних іграх. Схоже опитування 2000 року загалом по Канаді показало, що 70 % дорослого населення щонайменше щороку брало участь у азартних іграх.
2020 року суттєвого впливу індустрія азартних ігор в країні зазнала від карантину під час пандемії COVID-19. В березні було закрито всі наземні казино країни.
Спортивні ставки в Канаді заборонено, але згідно законопроєкту "Про спортивний беттинг" їх було заплановано легалізувати 2021 року. За даними поліції, щороку 3 млрд канадських доларів отримують нелегальні оператори онлайн-ставок на спорт. Законопроєкт про легалізацію цього виду азартних ігор отримав підтримку канадських казино і північноамериканських спортивних ліг, таких як NBA, NHL, MLB, MLS і Канадської футбольної ліги.

### Інтернет-казино
Азартні ігри в інтернеті не є забороненими, канадське законодавство вимагає отримання державної ліцензії на цей вид діяльності. При цьому в країні діють більше 1000 неліцензійних іноземних сайтів для ставок.
Є деякі прецеденти, так 2001 року компанія Starnet Communications International з американського штату Делавер була змушена виплатити 4 млн $ (100 тис. штрафу та 6 млн канадських доларів штрафу до казни Канади до провінції Британська Колумбія) штрафу за таку діяльність.
2013 року влада Онтаріо провела 10 рейдів, засудивши 19 осіб та вилучивши 2 млн. $ у офісах сайту Platinum Sports Book.

## За провінціями

### Нова Шотландія
Згідно опитувань про популярність заартних ігор, 87 % дорослого населення Нової Шотландії щороку грає в казино, в середньому витрачаючи там 609$.

### Онтаріо
Під час пандемії COVID-19 було закрито всі казино країни, лише наприкінці вересня 11 казино Онтаріо було дозволено відновити роботу за умов дотримання соціальної дистанції та інших умов безпеки.
Єдиним ліцензованим оператором онлайнових азартних ігор в Онтаріо є Ontario Lottery and Gaming Corporation (OLG). Уряд провінції Онтаріо планує прийняти закон, який дозволить відкрити ринок для роботи приватних операторів азартних ігор. Регулятором ринку планується зробити Комісію з алкоголю та азартних ігор Онтаріо (AGCO), на додачу буде створено її дочірню компанію для регулювання відносин між державою і приватними операторами.